# Leandra tetragona
Leandra tetragona är en tvåhjärtbladig växtart som beskrevs av Célestin Alfred Cogniaux. Leandra tetragona ingår i släktet Leandra och familjen Melastomataceae. Inga underarter finns listade i Catalogue of Life.